# Archidiocèse de Dublin
L'archidiocèse de Dublin (irlandais: Ath Cliath, latin Dublinensis) est l'un des quatre archidiocèses métropolitains de rite romain que compte l'île d'Irlande. Son titulaire, reconnu comme étant « Primat d'Irlande », siège à la pro-cathédrale Sainte-Marie de Dublin.

## Historique
Le diocèse de Dublin aurait été créé selon la tradition en tant que diocèse en 633. Toutefois le premier évêque connu est Dúnán dit Donatus vers 1028 mort le 6 mai 1074 protégé du roi Norvégiens-Gaëls Sigtryggr Silkiskegg et qui est suffragant de l'archevêché de Cantorbéry. il a comme successeurs:
- 1074-1084 : Gilla Patraic dit Patricius, moine à Worcester ,
- 1085-1095 : Donngus dit Donatus ,
- 1091-1121 : Samuel Ua hAingliu ,
- 1121-1161 : Gréne dit Gregorius.

Dublin est élevé au rang d'archidiocèse en mars 1152 pour Gréne dit Gregorius (mort le 8 octobre 1161) lors du Synode de Kells-Mellifont avec cinq diocèses suffragants:
- Diocèse de Ferns,
- Diocèse de Glendalough, uni à Dublin dès 1216,
- Diocèse de Kildare,
- Diocèse de Leighlin,
- Diocèse d'Ossory.

À sa mort Gregorius a comme successeur Laurent O'Toole de 1162 à 1180. Après lui le siège est donné à John Cumin (1181-1212), clerc royal et archidiacre de Bath le premier anglo-normand à occuper le siège de Dublin.

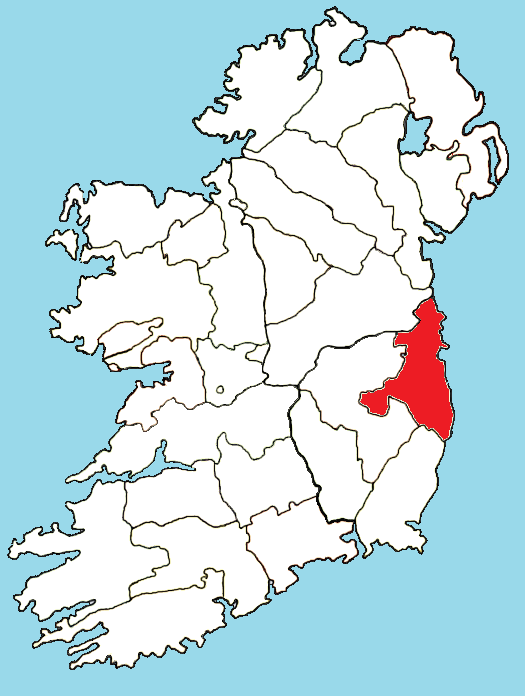
Localisation de l'archidiocèse en Irlande.
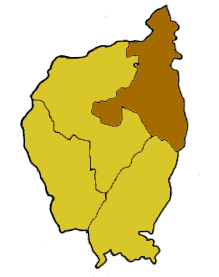
Situation de l'archidiocèse au sein de la province ecclésiastique de Dublin.

### Archevêques jusqu'en 1534
- 1213-1228 : Henry de Londres, archidiacre de Stafford ;
- 1228-1255 : Luc chapelain du roi et diacre de St Martin de Londres ;
- 1256-1271 : Fulk de Sandford ;
- 1279-1284 : John de Derlington ;
- 1284-1294 : John de Sandford ;
- 1295-1295 ; Thomas de Chadworth, non consacré
- 1296-1298 : William de Holtham ;
- 1299-1306 : Richard de Ferrings ;
- 1307-1310 : Eichard de Haverings ;
- 1311-1313 : John Lech ;
- 1317-1349 : Alexander de Bicknor ;
- 1349-1362 : John de St Paul ;
- 1363-1375 : Thomas Minot ;
- 1375-1390 : Robert Wikeford ;
- 1391-1395 : Robert Waldby, évêque d'Aire, transféré à Chichester 1395 puis à York 1396 ;
- 1395-1397 : Richard Northalis, évêque d'Ossory ;
- 1397-1417 : Thomas, Cranley ;
- 1417-1449 : Richard Talbot ;
- 1449-1471 : Michael Tregury ;
- 1472-1484 : John Walton ;
- 1484-1511 : John FitzSimons ;
- 1512-1521 : William Rokeby, évêque de Meath ;
- 1523-1528 : Hugh Inge, évêque de Meath ;
- 1529-1534 : John Alen [1]

### Archevêques après 1534
La liste ci-après correspond à la succession de l'Église catholique romaine et non à celle de l'Église d'Irlande issue de la Réforme de 1534. Le siège reste vacant de 1534 à 1555.
| De              | À               | Nom                        | Notes |
| --------------- | --------------- | -------------------------- | --- |
| 1534            | 1555            | Siège vacant               | |
| 1555            | 1567            | Hugh Curwen (en)           | Nommé le 21 juin et consacré le 8 septembre 1555 ; adhère à l'Église catholique romaine sous Marie d'Angleterre mais change pour l'Anglicanisme ous Élisabeth Ire ; il renonce au siège de Dublin et devient évêque d'Oxford le 1er septembre 1567.                                               |
| 1567            | inconnu         | Siège vacant               | Edmund Tanner, évêque de Cork et Cloyne a reçu le 10 avril 1575 la possibilité d'administrer, outre son propre diocèse, ceux de Dublin et Cashel, en l'absence d'archevêque pour ces deux sièges. Le 15 mai 1591, Cornelius Stanley est nommé vicaire général des diocèses de Dublin et Meath.    |
| dates inconnues | dates inconnues | Donald                     | Il n'y a pas été retrouvé de trace d'un bref apostolique ou de sa nomination. Il est mentionné comme étant le dernier archevêque lors de la nomination de son successeur, Mateo de Oviedo. Il est possible que ce soit Donald (ou Daniel) O'Farrell, qui tenait une école à Dublin en avril 1567. |
| 1600            | 1610            | Mateo de Oviedo            | Nommé le 5 mai et consacré avant le 5 juillet 1600 ; mort le 10 janvier 1610. |
| 1611            | 1623            | Eugene Matthews            | Muté de Clogher le 2 mai 1611 ; mort le 1er septembre 1623. |
| 1623            | 1651            | Thomas Fleming (en)        | Nommé le 23 octobre 1623 ; mort le 2 août 1651. |
| 1657            | 1665            | (James Dempsey)            | Précédemment doyen de Kildare ; nommé vicaire apostolique par bref apostolique pour administrer le siège de Dublin le 17 avril 1657 ; transféré comme vicaire apostolique de Kildare le 24 novembre 1665.                                                                                         |
| 1665            | inconnu         | (Richard Butler)           | Nommé vicaire apostolique le 24 novembre 1665 par le pape pour administrer le siège de Dublin. |
| 1669            | 1680            | Peter Talbot (en)          | Nommé le 11 janvier et consacré le 9 mai 1669 ; mort le 15 novembre 1680. |
| 1683            | 1692            | Patrick Russell            | Nommé le 13 juillet 1683 ; mort le 14 juillet 1692. |
| 1693            | 1705            | Peter Creagh               | Transféré depuis Cork and Cloyne le 6 mars 1693 ; mort le 20 juillet 1705. |
| 1707            | 1724            | Edmund Byrne               | Nommé le 15 mars 1707 ; mort en juin 1724. |
| 1724            | 1729            | Edward Murphy              | Transféré depuis Kildare en septembre 1724 ; mort en janvier 1729. |
| 1729            | 1733            | Luke Fagan                 | Transféré depuis Meath en septembre 1729 ; mort le 11 novembre 1733. |
| 1734            | 1757            | John Linegar               | Nommé le 20 mars 1734, et spécialement nommé évêque de Glendalough le 31 juillet 1734, en écart à la tradition ; mort le 21 juin 1757. |
| 1757            | 1763            | Richard Lincoln            | Nommé archevêque coadjuteur le 21 novembre 1755, archevêque le 21 juin 1757 ; mort le 21 juin 1763. |
| 1763            | 1769            | Patrick Fitzsimon          | Nommé le 20 septembre 1763 ; mort le 24 novembre 1769. |
| 1770            | 1786            | John Carpenter (en)        | Nommé le 10 avril et consacré le 3 juin 1770 ; mort le 29 octobre 1786. |
| 1786            | 1823            | John Troy (en)             | Nommé le 3 décembre 1786 ; mort le 11 mai 1823. |
| 1823            | 1852            | Daniel Murray (en)         | Nommé archevêque coadjuteur le 3 mai et consacré le 30 novembre 1809 ; archevêque le 11 mai 1823 ; mort le 26 février 1852. |
| 1852            | 1878            | Paul Cullen (cardinal)     | Transféré depuis Armagh le 3 mai 1852 ; créé cardinal le 22 juin 1866 ; mort le 24 octobre 1878. |
| 1879            | 1885            | Edward MacCabe (cardinal)  | Nommé le 4 avril et consacré le 25 juillet 1879 ; créé cardinal le 12 mars 1882 ; mort le 11 février 1885. |
| 1885            | 1921            | William Walsh (en)         | Nommé le 23 juin et consacré le 2 août 1885 ; mort le 9 avril 1921. |
| 1921            | 1940            | Edward Byrne (en)          | Nommé archevêque coadjuteur le 19 août et consacré le 27 octobre 1920 ; archevêque le 9 avril 1921 ; mort le 9 février 1940. |
| 1940            | 1971            | John Charles McQuaid (en)  | Nommé le 6 novembre et consacré le 27 décembre 1940 ; démission le 4 janvier 1971 ; mort le 7 avril 1973. |
| 1971            | 1984            | Dermot Ryan (en)           | Nommé le 29 décembre 1971 et consacré le 13 février 1972 ; retraité le 1er septembre 1984 ; mort le 21 février 1985. |
| 1984            | 1987            | Kevin McNamara (en)        | Transféré depuis Kerry ; nommé le 15 novembre 1984 ; mort le 8 avril 1987. |
| 1988            | 2004            | Desmond Connell (cardinal) | Nommé le 21 janvier et consacré le 6 mars 1988 ; créé cardinal le 21 février 2001 ; retraité le 26 avril 2004. |
| 2004            | 2020            | Diarmuid Martin            | Nommé archevêque coadjuteur le 3 mai 2003 ; archevêque le 26 avril 2004. Retraité le 29 décembre 2020. |
| 2020            | en cours        | Dermot Farrell (en)        | Transféré depuis Ossory. Nommé le 29 décembre 2020. |
| Sources : ,     |                 |                            | |

## Sources
- (en) Cet article est partiellement ou en totalité issu de l’article de Wikipédia en anglais intitulé « Archbishop of Dublin » (voir la liste des auteurs).
- (en) T.W Moody, F.X. Martin, F.J. Byrne A New History of Ireland IX Maps, Genealogies, Lists. A companion to Irish History part II . Oxford University Press réédition 2011  (ISBN 9780199593064) p. 309-311.